# مارک اندروز
مارک اندروز (به انگلیسی: Mark Andrews) سناتور سابق عضو حزب جمهوری‌خواه ایالات متحده آمریکا بود. وی در سال ۱۹۸۱ تا ۱۹۸۷ میلادی سناتور ایالت داکوتای شمالی در سنای ایالات متحده آمریکا بود.